# Calvi (Francia)
Calvi (in corso e in ligure Calvi) è un comune francese di 5 559 abitanti situato nel dipartimento dell'Alta Corsica nella regione della Corsica, sede di sottoprefettura dipartimentale (arrondissement di Calvi). Si trova sulla punta nord-occidentale della Corsica e vi è collocata la stazione meteorologica di Calvi, riconosciuta dall'Organizzazione meteorologica mondiale.

## Geografia fisica
La città sorge sulle rive del golfo di Calvi, racchiuso tra la cittadella di Calvi stessa e Punta Caldanu. A ovest della città si trova il golfo della Revellata.

## Storia
Abitata già nel neolitico dal popolo corso dei Cervini, anche se solo sotto l'imperatore Tiberio (14-37) venne abitata stabilmente. La città venne distrutta prima dai Vandali e poi, definitivamente, dai saccheggi saraceni.
Nel 1268 un vassallo còrso di Genova, Giovaninello de Loreto, la rifondò, colonizzandola con famiglie liguri; anche Calvi, come Bonifacio, ottenne dei privilegi dalla signoria genovese per la sua fedeltà alla repubblica, fedeltà che appare ancora nel suo motto (Civitas Calvi semper fidelis, La città di Calvi sempre fedele). La città fu fortificata da Giovanni degli Avogari, in quanto serviva più come punto d'appoggio militare che come porto e si conquistò la fama dell'inespugnabilità.
Nel 1553 venne congiuntamente assediata da turchi e francesi, ma non cadde.
Nel 1757 resistette ai còrsi guidati da Pasquale Paoli. Rimasta saldamente in mano genovese, nel 1768 fu l'ultima città della Corsica a ad essere ceduta alla Francia.
Nel 1793-4 fu una roccaforte francese contro Pasquale Paoli, infatti vi si rifugiò Napoleone Bonaparte nella Maison de la Gendarmerie tra il maggio e il giugno 1793 e per questo venne distrutta dall'ammiraglio inglese Nelson.
Dal giugno 1967 ospita la guarnigione del 2º reggimento paracadutisti della Legione Straniera a Camp Rèmi Raffalli da quando fu spostata da Bou-Sfer in Algeria.

## Monumenti e luoghi d'interesse
- Cittadella di Calvi, costruita nel 1483 dai genovesi contro le minacce franco-ottomane e rinforzata nel secolo successivo;
- Palazzo dei Governatori genovesi
- Procattedrale di San Giovanni Battista, ricostruita nelle forme attuali nella seconda metà del XVI secolo, conserva al suo interno il crocifisso esposto sulle mura della città durante l'assedio franco-ottomano nel 1555;
- Chiesa di Santa Maria Maggiore
- Oratorio di Sant'Antonio
- Torre del Sale

## Società

### Evoluzione demografica
Abitanti censiti

### Lingue e dialetti
A Calvi si parla una variante del còrso, anche se a livello lessicale si incontrano ancora parecchie parole di origine ligure.

## Infrastrutture e trasporti
La città è raggiunta dalla ferrovia a scartamento metrico proveniente da Ponte Leccia: un'antenna della rete ferroviaria dell'isola. Oltre alla stazione terminale della linea, nel territorio comunale sono presenti diverse fermate a servizio delle spiagge turistiche della costa della Balagna. Al 2010 esse erano: Lido, Balagne-Orizontenovo, Tennis Club, Club olympique, Dolce-Vita-GR20. La stazione di Calenzana-Lumio, inoltre, si trova all'estremo orientale del territorio comunale a poca distanza dal confine con Lumio.
Calvi è inoltre servita da un porto, collegato con Nizza, Marsiglia e con Savona, e dal piccolo aeroporto di Calvi Santa Caterina.